# La lega degli uomini spaventati
La lega degli uomini spaventati (titolo originale The League of Frightened Men) è il secondo romanzo giallo di Rex Stout con Nero Wolfe protagonista. La storia fu dapprima pubblicata in sei puntate su The Saturday Evening Post (dal 15 giugno al 20 luglio 1935) col titolo The Frightened Men. Pubblicato nel 1935 da Farrar & Rinehart, l'opera è entrata nel Haycraft Queen Cornerstone, una lista dei più influenti romanzi di mystery fiction stilata dallo storico della letteratura poliziesca Howard Haycraft e dallo scrittore Ellery Queen.

## Trama
Il professor Andrew Hibbard, noto psicologo e docente alla Columbia University, si rivolge a Nero Wolfe perché ha paura di essere ucciso da un suo vecchio compagno di università, il famoso scrittore Paul Chapin, che lui ed altri, per uno scherzo mal riuscito, aveva contribuito a rendere storpio per sempre.
In un primo momento Nero Wolfe chiede come ricompensa 10.000 dollari per consegnare questo malfattore alla giustizia. Il professor Hibbard non è contento di questa soluzione perché non vuole rovinare il suo vecchio amico-nemico. Wolfe si vede costretto a rifiutare questo incarico, vista l'impossibilità di smascherare il malfattore. Hibbard fa una controproposta di 500 dollari la settimana per avere la protezione di Wolfe. Anche questa volta Wolfe rifiuta.
Subito dopo il professore scompare e sua nipote, Evelyn Hibbard, si rivolge a Wolfe perché ritiene che suo zio sia stato ucciso. In questa occasione Wolfe viene a conoscenza di una riunione di un'associazione fra vecchi compagni di studi, la cosiddetta "Lega degli uomini spaventati", e che già due dei componenti sono misteriosamente morti.

### Personaggi principali
- Nero Wolfe: investigatore privato
- Archie Goodwin: assistente di Nero Wolfe e narratore di tutte le storie
- Paul Chapin: scrittore
- Dora Chapin: moglie di Paul
- Andrew Hibbard: professore di psicologia
- Evelyn Hibbard: nipote di Andrew
- Laurence Burton: medico
- Anna Burton: moglie di Laurence

Gli appartenenti alla lega:
- Ferdinand Bowen: agente di cambio
- Eugene Dreyer: antiquario
- Alex Drummond: fioraio
- George Pratt: uomo politico
- Nicolas Cabot: avvocato
- Philip Collard: banchiere
- August Farrell: architetto
- Arthur Kommers: commesso viaggiatore
- Mike Ayers: giornalista
- Peter Scott: tassista
- Ezio Robert Byron: editore
- Roland Erskine: attore
- Leopold Elkus: medico

## Critica
"The League of Frightened Men è un mystery che ha qualità di immaginazione fuori dell'ordinario. [...] La Lega, spaventata, infine accetta i termini di Nero. Da questo punto in poi il romanzo diventa una lezione pratica sulla qualità sfuggente delle prove circostanziali. Ho indovinato la soluzione a pagina 177 ed ero occupato a congratularmi con me stesso per la perspicacia a pagina 286, quando Nero inizia a mettere insieme i fili slegati della trama. Ma poi, giusto per mettere un piccolo bastone fra le ruote del possibile autocompiacimento del lettore, Stout imprime un'improvvisa svolta alla storia, aggiunge un'ulteriore complicazione, e fornisce un autentico criminale. Non altera la lezione sulle prove circostanziali, ma aggiunge una punzecchiatura, un sussulto di violenza gratificante a una storia che stava rapidamente diventando allegra. [...] La scrittura in The League of Frightened Men è di buon umore, fresca, colloquiale. Le caratterizzazioni sono acute e mi ricordano costantemente che Stout era un romanziere in piena regola prima di dedicarsi al mestiere di venditore di mystery."
Lo scrittore John Dickson Carr incluse nel 1946 questo romanzo nella lista dei dieci migliori gialli di tutti i tempi, nel suo famoso saggio Il più splendido gioco del mondo (The Grandest Game in the World).

## Opere derivate
The League of Frightened Men, un film del 1937 diretto da Alfred E. Green. Lionel Stander riprese il suo ruolo come Archie Goodwin che aveva già ricoperto in Meet Nero Wolfe (tratto da La traccia del serpente) del 1936, mentre Walter Connolly interpretò Nero Wolfe.

## Edizioni italiane
- La lega degli uomini spaventati, traduzione di Alfredo Pitta, Collana I Libri Gialli n.162, Milano, Arnoldo Mondadori Editore, 1937. - I Capolavori dei Gialli Mondadori n.162, 1961; I Classici del Giallo Mondadori n.371, Mondadori, 1981; Collana Oscar n.1823, Mondadori, 1985; I Classici del Giallo Mondadori n.897, Mondadori, giugno 2001; Collana Oscar Scrittori del Novecento n.1845, Mondadori, 2004; Collana Il Giallo Mondadori, Milano, Mondadori, 2023, ISBN 978-88-047-7756-4.
- in  Re Nero vince in sei mosse, a cura di Alberto Tedeschi, Introduzione di Archie Goodwin, Collana Omnibus gialli e di fantascienza, Milano, Mondadori, 1973-1986.
- in  Nero Wolfe. Delitti e orchidee, a cura di Marco Polillo, Milano, CDE, 1979.